# Wimbledon Championships 1950
Die 64. Auflage der Wimbledon Championships fand 1950 auf dem Gelände des All England Lawn Tennis and Croquet Club an der Church Road statt.

## Herreneinzel
Bei den Herren errang Budge Patty seinen einzigen Einzelsieg in Wimbledon. 

## Dameneinzel
Louise Brough-Clapp errang ihren dritten Titel in Folge. Wie bereits im Vorjahr traf sie im Finale auf Margaret Osborne duPont, die sie in drei Sätzen schlug.

## Herrendoppel
Im rein australischen Finale setzten sich John Bromwich und Adrian Quist gegen Geoffrey Brown und Bill Sidwell durch.

## Damendoppel
Im Damendoppel siegten Louise Brough-Clapp und Margaret Osborne duPont zum vierten Mal in Folge.

## Mixed
Im Mixed waren Louise Brough-Clapp und Eric Sturgess erfolgreich.

## Quelle
- J. Barrett: Wimbledon: The Official History of the Championships. HarperCollins Publishers, London 2001, ISBN 0-00-711707-8.